# Балінт Лам
Балінт Лам (угор. Lám Bálint; нар. 14 травня 1992) — угорський борець греко-римського стилю, срібний призер чемпіонату Європи, бронзовий призер Універсіади.

## Життєпис
Боротьбою почав займатися з 2000 року. У 2011 році став бронзовим призером чемпіонату Європи серед юніорів. Наступного року повторив цей результат на тих же змаганнях, але зумів стати чемпіоном світу серед юніорів.
Виступає за борцівський клуб «Гонвед» Будапешт. Тренер — Іштван Майорос, Юсуф Нунаєв.

## Спортивні результати на міжнародних змаганнях

### Виступи на Чемпіонатах світу
| Змагання                        | Збірна   | Вагова категорія                  | Місце |
| ------------------------------- | -------- | --------------------------------- | ----- |
| Чемпіонат світу з боротьби 2014 | Угорщина | греко-римська боротьба, до 130 кг | 18    |
| Чемпіонат світу з боротьби 2015 | Угорщина | греко-римська боротьба, до 130 кг | 12    |
| Чемпіонат світу з боротьби 2017 | Угорщина | греко-римська боротьба, до 130 кг | 22    |
| Чемпіонат світу з боротьби 2018 | Угорщина | греко-римська боротьба, до 130 кг | 20    |
| Чемпіонат світу з боротьби 2019 | Угорщина | греко-римська боротьба, до 130 кг | 18    |

### Виступи на Чемпіонатах Європи
| Змагання                         | Збірна   | Вагова категорія                  | Місце  |
| -------------------------------- | -------- | --------------------------------- | ------ |
| Чемпіонат Європи з боротьби 2013 | Угорщина | греко-римська боротьба, до 120 кг | 10     |
| Чемпіонат Європи з боротьби 2014 | Угорщина | греко-римська боротьба, до 130 кг | 5      |
| Чемпіонат Європи з боротьби 2017 | Угорщина | греко-римська боротьба, до 130 кг | Срібло |
| Чемпіонат Європи з боротьби 2018 | Угорщина | греко-римська боротьба, до 130 кг | 5      |
| Чемпіонат Європи з боротьби 2019 | Угорщина | греко-римська боротьба, до 130 кг | 17     |

### Виступи на Європейських іграх
| Змагання              | Збірна   | Вагова категорія                  | Місце |
| --------------------- | -------- | --------------------------------- | ----- |
| Європейські ігри 2015 | Угорщина | греко-римська боротьба, до 130 кг | 5     |

### Виступи на Кубках світу
| Змагання                    | Збірна   | Вагова категорія                  | Місце |
| --------------------------- | -------- | --------------------------------- | ----- |
| Кубок світу з боротьби 2012 | Угорщина | греко-римська боротьба, до 120 кг | 4     |
| Кубок світу з боротьби 2013 | Угорщина | греко-римська боротьба, до 120 кг | 9     |
| Кубок світу з боротьби 2014 | Угорщина | греко-римська боротьба, до 130 кг | 4     |
| Кубок світу з боротьби 2015 | Угорщина | греко-римська боротьба, до 130 кг | 5     |

### Виступи на Універсіадах
| Змагання               | Збірна   | Вагова категорія                  | Місце  |
| ---------------------- | -------- | --------------------------------- | ------ |
| Літня Універсіада 2013 | Угорщина | греко-римська боротьба, до 120 кг | Бронза |

### Виступи на інших змаганнях
| Змагання                                                         | Збірна   | Вагова категорія                  | Місце  |
| ---------------------------------------------------------------- | -------- | --------------------------------- | ------ |
| Кубок Арво Хаавісто 2010                                         | Угорщина | греко-римська боротьба, до 120 кг | Бронза |
| Золотий Гран-прі з боротьби 2011 (Сомбатгей)                     | Угорщина | греко-римська боротьба, до 120 кг | 5      |
| Золотий Гран-прі з боротьби 2012 (Сомбатгей)                     | Угорщина | греко-римська боротьба, до 120 кг | 8      |
| Вогні Москви 2012                                                | Угорщина | греко-римська боротьба, до 120 кг | 4      |
| Гран-прі Німеччини з боротьби 2013                               | Угорщина | греко-римська боротьба, до 120 кг | Бронза |
| Кубок Владислава Пітласинські 2013                               | Угорщина | греко-римська боротьба, до 120 кг | 13     |
| Кубок Ядегара Імама 2014                                         | Угорщина | греко-римська боротьба, до 130 кг | Бронза |
| Золотий Гран-прі з боротьби 2014 (Сомбатгей)                     | Угорщина | греко-римська боротьба, до 130 кг | 8      |
| Чемпіонат світу з боротьби серед студентів 2014                  | Угорщина | греко-римська боротьба, до 130 кг | Золото |
| Золотий Гран-прі з боротьби 2014 (Баку)                          | Угорщина | греко-римська боротьба, до 130 кг | Бронза |
| Вогні Москви 2014                                                | Угорщина | греко-римська боротьба, до 130 кг | 4      |
| Гран-прі FILA 2015                                               | Угорщина | греко-римська боротьба, до 130 кг | Срібло |
| Кубок Владислава Пітласинські 2015                               | Угорщина | греко-римська боротьба, до 130 кг | Бронза |
| Гран-прі Загреба з боротьби 2016                                 | Угорщина | греко-римська боротьба, до 130 кг | Золото |
| Гран-прі Угорщини з боротьби 2016                                | Угорщина | греко-римська боротьба, до 130 кг | 11     |
| Олімпійський кваліфікаційний турнір з боротьби 2016 (Зренянин)   | Угорщина | греко-римська боротьба, до 130 кг | 8      |
| Олімпійський кваліфікаційний турнір з боротьби 2016 (Улан-Батор) | Угорщина | греко-римська боротьба, до 130 кг | 8      |
| Чемпіонат світу з боротьби серед студентів 2016                  | Угорщина | греко-римська боротьба, до 130 кг | Золото |
| Кубок Вантаа з боротьби 2016                                     | Угорщина | греко-римська боротьба, до 130 кг | Золото |
| Клубний чемпіонат світу з боротьби 2016                          | Угорщина | команда                           | 4      |
| Гран-прі Загреба з боротьби 2017                                 | Угорщина | греко-римська боротьба, до 130 кг | Золото |
| Гран-прі Угорщини з боротьби 2017                                | Угорщина | греко-римська боротьба, до 130 кг | Бронза |
| Міжнародний турнір Любомира Івановича-Гедзи 2017                 | Угорщина | греко-римська боротьба, до 130 кг | Бронза |
| Кубок Владислава Пітласинські 2017                               | Угорщина | греко-римська боротьба, до 130 кг | Бронза |
| Кубок Алроси 2017                                                | Угорщина | команда                           | Срібло |
| Cerro Pelado International 2018                                  | Угорщина | греко-римська боротьба, до 130 кг | Бронза |
| Тор Мастерс 2018                                                 | Угорщина | греко-римська боротьба, до 130 кг | Срібло |
| Чемпіонат світу з боротьби серед військовослужбовців 2018        | Угорщина | греко-римська боротьба, до 130 кг | Срібло |
| Гран-прі Угорщини з боротьби 2018                                | Угорщина | греко-римська боротьба, до 130 кг | Бронза |
| Гран-прі Німеччини з боротьби 2018                               | Угорщина | греко-римська боротьба, до 130 кг | 5      |
| Меморіал Олега Караваєва 2018                                    | Угорщина | греко-римська боротьба, до 130 кг | Золото |
| Гран-прі Загреба з боротьби 2019                                 | Угорщина | греко-римська боротьба, до 130 кг | 12     |
| Гран-прі Угорщини з боротьби 2019                                | Угорщина | греко-римська боротьба, до 130 кг | Бронза |
| Турнір міста Сассарі з боротьби 2019                             | Угорщина | греко-римська боротьба, до 130 кг | Срібло |
| Гран-прі Німеччини з боротьби 2019                               | Угорщина | греко-римська боротьба, до 130 кг | Бронза |
| Всесвітні ігри військовослужбовців 2019                          | Угорщина | греко-римська боротьба, до 130 кг | 10     |

### Виступи на змаганнях молодших вікових груп
| Змагання                                       | Збірна   | Вагова категорія                  | Місце  |
| ---------------------------------------------- | -------- | --------------------------------- | ------ |
| Чемпіонат Європи з боротьби серед юніорів 2010 | Угорщина | греко-римська боротьба, до 120 кг | 13     |
| Чемпіонат світу з боротьби серед юніорів 2010  | Угорщина | греко-римська боротьба, до 120 кг | 7      |
| Чемпіонат Європи з боротьби серед юніорів 2011 | Угорщина | греко-римська боротьба, до 120 кг | Бронза |
| Чемпіонат світу з боротьби серед юніорів 2011  | Угорщина | греко-римська боротьба, до 120 кг | 8      |
| Чемпіонат Європи з боротьби серед юніорів 2012 | Угорщина | греко-римська боротьба, до 120 кг | Бронза |
| Чемпіонат світу з боротьби серед юніорів 2012  | Угорщина | греко-римська боротьба, до 120 кг | Золото |